# Битва при Синъяне
Битва при Синъяне — сражение, произошедшее в 190 году в поздний период Восточной империи Хань во время военной кампании против Дун Чжо. Отступавшие силы Дун Чжо под командованием Сюя Жуна были настигнуты войском Цао Цао поблизости от Синъяна. Поспешность атаки и неподготовленность воинов Цао привели к тяжёлому поражению, но Сюй Жун не решился развить успех.

## Обстановка
В 190 году региональные чиновники и командиры, несогласные с центральной властью, сформировали коалицию против чэнсяна Дун Чжо, который контролировал императора Сянь-ди. Дун Чжо считал, что столицу Лоян защитить сложнее, чем Чанъань на западе, потому все гражданские и придворные служащие, в том числе император, были отправлены в Чанъань, а военные вместе с Дун Чжо остались защищать Лоян. Во период массового переезда, 9 апреля 190 года Дун Чжо отдал приказ своим воинам разорить Лоян, отобрать ценности у богачей и опустошить гробницы императоров Хань.
Примерно в то же время участники оппозиционной коалиции находились в разных местах: Юань Шао — в Хэнэе (河內); Чжан Мяо, Лю Дай, Цяо Мао и Юань И — в Суаньцзао (酸棗, рядом с современным Яньцзинем); Юань Шу — в Наньяне (南陽); Кун Чжоу — в Инчуане (潁川); Хань Фу — в Ечэне. Дун Чжо располагал мощным войском, поэтому его противники не осмеливались преследовать его при отступлении в Чанъань.
Однако Цао Цао, находившийся тогда в Суаньцзао, увидели возможность для нападения на Дун Чжо, и обратился к нерешительным соратникам:
Мы объединили силы правды, чтобы уничтожить угнетение и беспорядок, и теперь, когда мы едины, почему вы осторожничаете? В начале, если бы Дун Чжо узнал, что воины поднялись (против него) в Шаньдуне, он бы полагался на императорский дом и занятую им старую столицу [Лоян] и повернул на восток, чтобы атаковать остальную часть империи; и несмотря на то, что он вел себя аморально, эта угроза оставалась бы реальной. Теперь он сжёг дворец, взял Сына Неба в заложниках и отправил его прочь. Империя в расстройстве, и никто не знает, что делать дальше. Теперь он осужден на Небесах. Один бой — и империя будет успокоена. Мы не должны упустить эту возможность.
По-видимому, Цао Цао не удалось привлечь никого, кроме своего друга Вэй Цзы (衛茲), который был в подчинении у Чжан Мяо. Тем не менее, отряд выдвинулся на запад от Суаньцзао с намерением занять Чэнгао (成皋).

## Ход сражения
Цао Цао и Вэй Цзи достигли реки Бянь у Синъяна, важного перевалочного пункта на пути в Лоян, где встретил войско противника под командованием Сюя Жуна. В длившемся один день ожесточенном противостоянии войско коалиции, состоящее из неорганизованных слуг знатных семей и мародеров, не имело шансов против профессиональных воинов Дун Чжо. Коалиция понесла тяжёлые потери, Вэй Цзы был убит. Кроме того, Цао Цао был поражен стрелой, а его лошадь ранена. Его младший кузен, Цао Хун, предложил свою лошадь, но Цао Цао сперва не принял помощь. Тогда Цао Хун сказал: «Империя может обойтись без меня, но он не может обойтись без вас». Цао Цао верхом и Цао Хун за ним пешком ушли обратно в Суаньцзао.
Сюй Жун рассматривал ответный удар по Суаньцзао, однако отметил, что хотя люди Цао Цао были малочисленны, они яростно сражались на протяжении целого дня. Он предположил, что воевать в Суаньцзао против этих людей будет сложно и предпочёл отступить.

## Последствия
Цао Цао вернулся в Суаньцзао, где обнаружил остальных военачальников праздно пировавшими и не собиравшимися атаковать Дун Чжо. Цао извлёк урок из своего поражения при Синъяне, где пытался в лоб атаковать Чэнгао, и разработал альтернативную стратегию, которую представил коалиции. Вместо того, чтобы пытаться раз нанести прямой удар из Суаньцзао, по новый плану предполагались занятие стратегических точек и организация блокады Лояна и Чэнгао. Тогда Юань Шу, генерал коалиция на юге, может вместо того, чтобы атаковать Лоян, создать угрозу новой столице Дун Чжо в Чанъане. Коалиция будет оставаться в укреплениях и не вступать в прямые столкновения. Этот подход, как утверждал Цао Цао, продемонстрирует всему миру активность коалиции и создаст давление на двор Дун Чжо. Цао Цао надеялся, что в этом случае в правительстве Дун Чжо усилятся противоречия, оно потерять доверие и потерпит крах. Цао Цао завершил свой план со словами: «Теперь, когда наши люди воюют за правое дело, если мы будем колебаться и промедлим, в нас разочаруется вся империя, и мне будет стыдно за вас».
Тем не менее, генералы в Суаньцзао не приняли новый план. Цао Цао покинул Суаньцзао, чтобы собрать силы в провинции Ян (揚州) в союзе с Сяхоу Дунем, а затем дойти до лагеря генерала Юаня Шао в Хэнэе (河內). Вскоре после ухода Цао Цао у генералов в Суаньцзао закончилась еда и они разошлись, а некоторые даже устроили стычки между собой. Лагерь коалиция в Суаньцзао уничтожил сам себя.
Спустя годы, когда Юань Шао и Цао Цао стали соперниками в борьбе за власть, перед битвой при Гуаньду Юань приказал своему секретарю Чэню Линю написать документ, осуждающий Цао. В нём Чэнь Линь в том числе использовал поражения Цао Цао в битве при Синъяне для отрицательной характеристики: «…Он проявил безрассудство и непредусмотрительность. Атаковав в спешке, он был быстро отброшен, понёс тяжёлые потери и бежал назад, оставив множество убитых».